# (17920) Zarnecki
(17920) Zarnecki est un astéroïde de la ceinture principale.

## Description
(17920) Zarnecki est un astéroïde de la ceinture principale. Il fut découvert le 10 avril 1999 à la station Anderson Mesa par le programme LONEOS. Il présente une orbite caractérisée par un demi-grand axe de 2,36 UA, une excentricité de 0,09 et une inclinaison de 6,4° par rapport à l'écliptique.

## Compléments